# System zarządzania budynkiem
System zarządzania budynkiem (ang. Building Management System, BMS) lub automatyka budynkowa – system zarządzania systemami automatycznego sterowania funkcjami technicznymi budynku, zwłaszcza w budynku inteligentnym. Zadaniem automatyki BMS jest integrowanie instalacji występujących na obiekcie. System automatyki budynkowej spaja wszystkie systemy w jedną całość, która pozwala efektywnie i w sposób oszczędny zarządzać całym obiektem z jednego miejsca. System BMS kontroluje parametry pracy poszczególnych urządzeń, informuje o problemach i awariach. System udostępnia zazwyczaj interfejs graficzny, który w czytelny sposób pozwala na podgląd parametrów pracy oraz zmianę wartości nastawionych.
System BMS integruje przede wszystkim systemy sterowania funkcjami technicznymi budynku, które można zgrupować w dwa podsystemy:
- Podsystem zasilania i sterowania energią elektryczną
  - zabezpieczenia i rozdzielnie elektryczne,
  - instalacje pomiarowe,
  - sterowanie i monitorowanie zadań,
  - okablowanie instalacji zasilających,
  - instalacje oświetleniowe,
  - urządzenia i układy zasilania awaryjnego,
  - transport pionowy i poziomy.
- Podsystem sterowania komfortem
  - sterowanie klimatyzacją,
  - sterowanie wentylacją,
  - sterowanie ogrzewaniem,
  - sterowanie oświetleniem,
  - sterowanie nagłośnieniem,
  - sterowanie systemami parkingowymi,
  - obsługa urządzeń audio-video,
  - system pogodowy.

Rozwiązania systemu automatyki budynkowej BMS przeznaczone są w pierwszej kolejności do obiektów takich jak:
- biurowce,
- hotele,
- centra handlowe,
- centra danych,
- osiedla mieszkaniowe,
- szpitale.